# Kombinat Textima

Der VEB Kombinat Textima Karl-Marx-Stadt war ein Industriekombinat der DDR, das Textilmaschinen herstellte und dem Ministerium für Werkzeug- und Verarbeitungsmaschinenbau unterstellt war. Seine Aufgabe bestand in der Entwicklung, der Produktion und dem Verkauf von Anlagen und Maschinen für die Chemiefaser-, Textil- und Bekleidungsindustrie, für die Fadenherstellung, Flächenbildung, Konfektion, Veredelung, Textilreinigung und Wäscherei sowie der Herstellung von Ersatzteilen und Zubehör. 

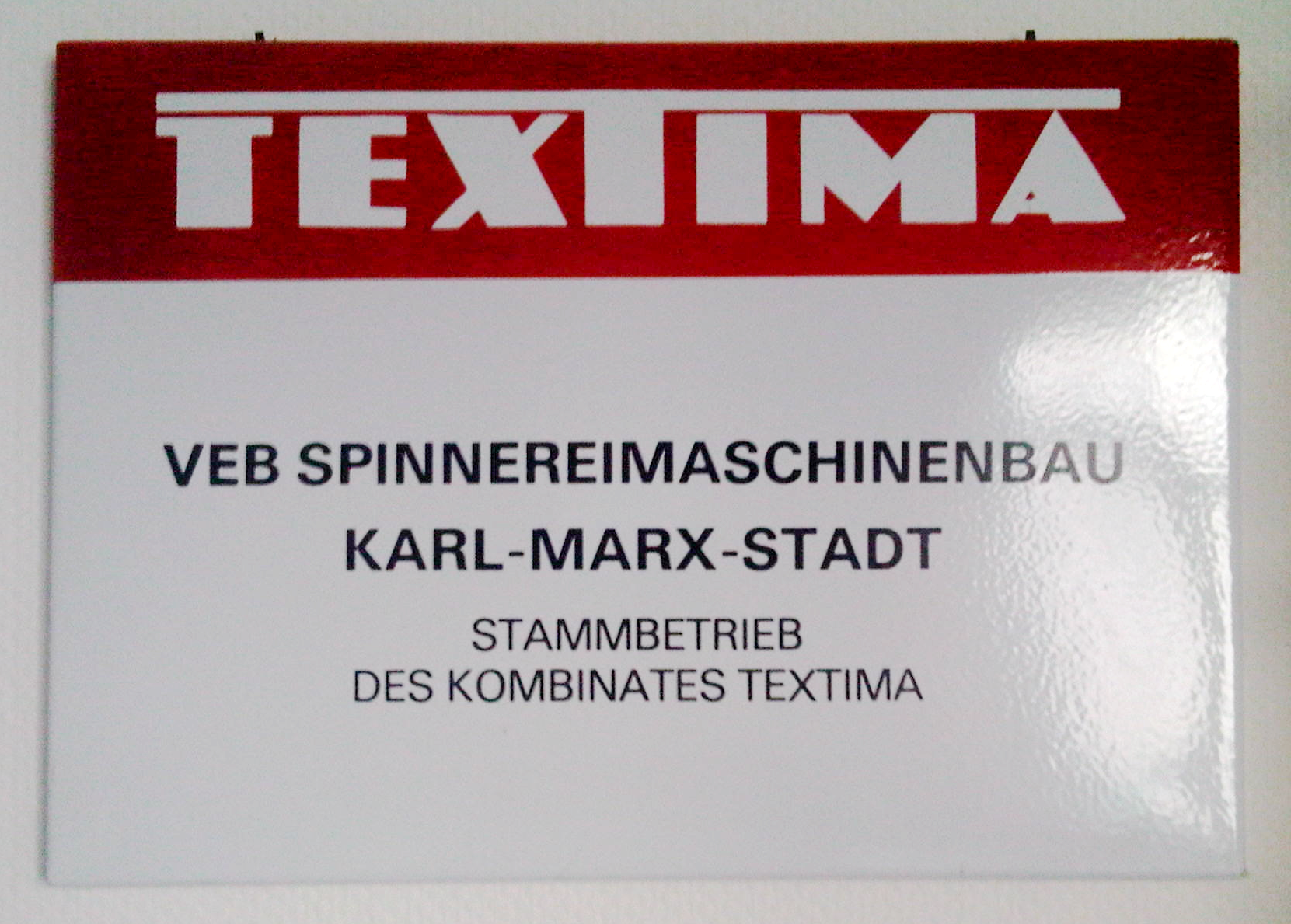
Firmenschild des Textima-Stammbetriebs Spinnereimaschinenbau

Mit mehr als 30.000 Mitarbeitern war Textima bis zum Zusammenbruch der DDR nicht nur der größte Textilmaschinenhersteller im damaligen Ostblock, sondern auch der viertgrößte der Welt. Er exportierte seine Produkte zum größten Teil in die Sowjetunion und andere Ostblockländer, aber auch ins westliche Ausland und in die „Dritte Welt“.

## Unternehmensgeschichte

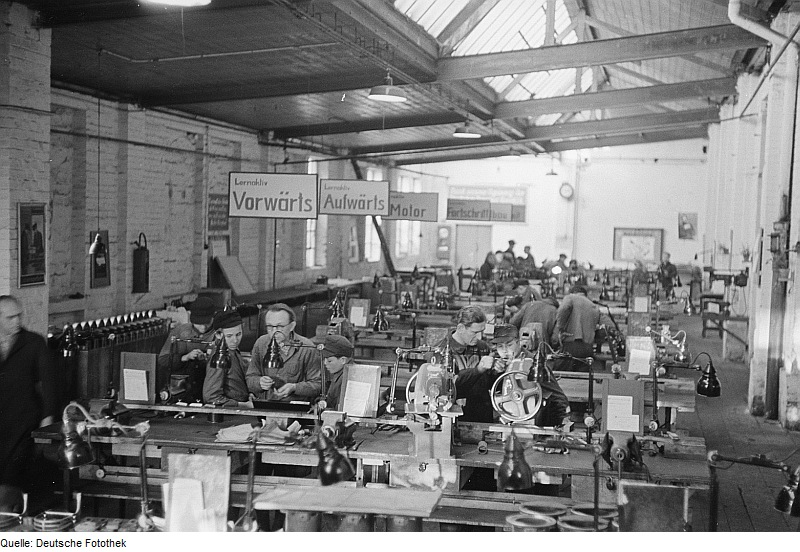
Lehrausbildung in der Textima-Lehrwerkstatt Mölkau 1952

Vorläufer des Kombinats Textima war die am 1. Juli 1948 aus 32 enteigneten Unternehmen gebildete Vereinigung Volkseigener Betriebe (VVB) Textilmaschinenbau. Unter dem Dach dieser VVB wurden 1969/70 zunächst drei eigenständige Kombinate mit jeweils mehreren nachgeordneten Betrieben gegründet: Kombinat Spinnereimaschinenbau, Kombinat Wirkerei und Strickerei sowie Kombinat Konfektionsmaschinen. Einige wenige Betriebe blieben auch direkt der VVB unterstellt.
1978 wurde dann die gesamte VVB zum VEB Kombinat Textima umgebildet, in dem auch die drei bisherigen Kombinate aufgingen. Die Marke TEXTIMA war bereits seit Anfang der 1950er Jahre auf Produkten und teilweise auch in Betriebsnamen verwendet worden; 1960 wurde ein Warenzeichenverband Textima e. V. gegründet, der sich um den internationalen Markenschutz kümmerte. Der Export von Textilmaschinen wurde anfangs über die in (Ost-)Berlin ansässige Unitechna Außenhandelsgesellschaft mbH abgewickelt, später über den kombinatseigenen Außenhandelsbetrieb Textima Export-Import. Das Kombinat war zudem Mitglied in der Organisation Intertextilmasch in Moskau, die die Koordinierung und Arbeitsteilung zwischen den Mitgliedsländern des RGW vorantrieb.

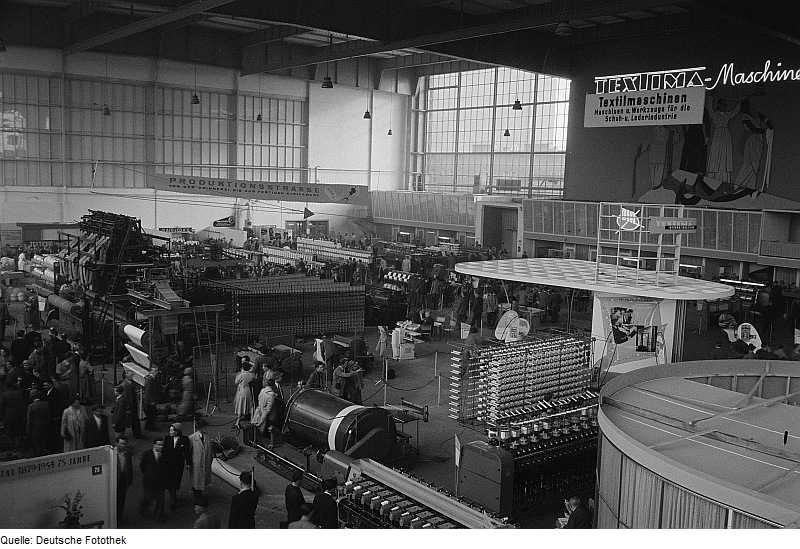
Textilmaschinen des Kombinats Textima auf der Leipziger Herbstmesse 1954

Als Nachfolgerin des Kombinats entstand 1990 die Textima AG. Die Teilbetriebe wurden nach und nach einzeln privatisiert oder geschlossen. Dabei wurde die Textima AG von der österreichischen Unternehmerin Ingrid Moser beraten. 1996 wurde die Textima AG liquidiert. Heutige Inhaberin der Namens- und Markenrechte am Warenzeichen „TEXTIMA“, ist die Textima Import Export GmbH mit Sitz in Berlin.
Vom Kombinat Textima wurden auch Geräte für andere Hersteller produziert, so hatte Acosta erfolgreich im Bereich der Bügeleisen Fuß fassen können, und ließ von Textima unter dem Namen Acosta Version eine Bügelmaschine produzieren.

## Teilbetriebe des Kombinates und ihre Nachfolger

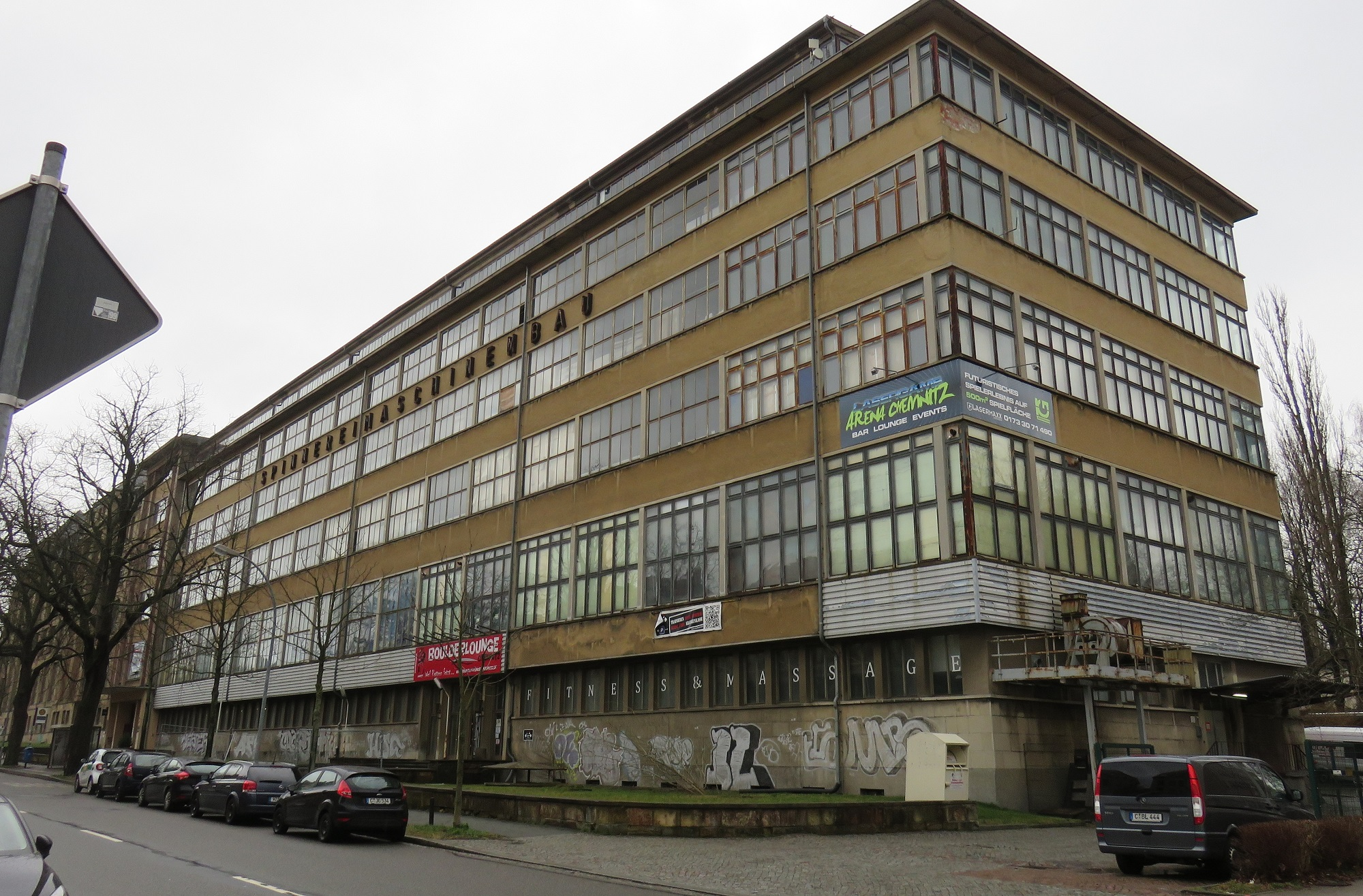
Ehemalige Textima-Zentrale in Chemnitz (2018)

- VEB Spinnereimaschinenbau Karl-Marx-Stadt, Stammbetrieb, überführt in Chemnitzer Spinnereimaschinenbau GmbH (CSM), inzwischen liquidiert
- VEB Elite-Diamant Karl-Marx-Stadt, Nachfolger: Elite-Diamant GmbH, Flachstrickmaschinen- und Fahrradwerke Chemnitz; 1992 konnte die Erzeugnislinie Fahrrad privatisiert und unter der Firmierung Diamant Fahrradwerke GmbH neu gegründet werden.
- VEB Nadel- und Platinenfabrik Karl-Marx-Stadt (NaPlaFa), heute Sächsische Nadel- und Platinenfabriken GmbH[11]
- VEB Nähmaschinenteilewerk Dresden; Umwandlung in Nähmaschinenteilewerk GmbH
- VEB Nähmaschinenwerk Altenburg, Umwandlung in Altenburger Textilindustrienähmaschinen-ALTIN, heute Werkzeug- und Maschinenbau GmbH[12]
- VEB Nähmaschinenwerk Wittenberge, Produktion der „Naumann“-, „SINGER“- und „VERITAS“-Nähmaschinen, 1992 liquidiert
- VEB Schär- und Spulmaschinenbau Burgstädt, zuvor Textilmaschinenfabrik Alois Schlick, 1993 überführt in Homatec Maschinenbau GmbH, ab 2001 Homatec Industrietechnik GmbH[13]
- VEB Spezialmaschinenbau Eisenach, Nachfolger: Spezima GmbH
- VEB Spezialnähmaschinenwerk Mühlhausen, Ledernähtechnik und Kettelmaschinen, heute CL Maschinenbau GmbH[14]
- VEB Spindel- und Spinnflügelfabrik Neudorf, überführt in Spindelfabrik Neudorf GmbH[15]
- VEB Spindelfabrik Hartha, überführt in Spindelfabrik Hartha GmbH
- VEB Spinnereimaschinenbau Leisnig, überführt in Mechanik Leisnig GmbH, von Mai 2013 an Teil der Unternehmensgruppe Partzsch[16]
- VEB Spinn- und Zwirnereimaschinenbau Karl-Marx-Stadt, 1991 Übernahme durch Barmag zu Barmag-Spinnzwirn GmbH[17]
- VEB Strickmaschinenbau Karl-Marx-Stadt, Produktion von Strickmaschinen, überführt in Strickmaschinenbau GmbH Chemnitz und übernommen durch Terrot Strickmaschinen GmbH,[18] seit November 2023 Teil von Santoni Shanghai[19]
- VEB Textilmaschinenbau Apolda; 1991 überführt in Presatex GmbH, 1993 liquidiert[20]
- VEB Textilmaschinenbau Aue, überführt in Gematex Textilveredlungsmaschinen GmbH
- VEB Textilmaschinenbau Gera, überführt in Moenus Textilmaschinen GmbH (Seit 2007: Interspare GmbH)[21]
- VEB Textilmaschinenbau Großenhain, Nadelfeldstrecken und Vorspinnmaschinen, überführt in Großenhainer Textilmaschinen GmbH[22]
- VEB Textilmaschinenbau Limbach-Oberfrohna; 1990 Umwandlung zur Wirk- und Spezialmaschinenbau GmbH; 1993 liquidiert
- VEB Textilmaschinenbau Neugersdorf
- VEB Textilmaschinenzubehör Zittau
- VEB Textima Teilefertigung Gardelegen, überführt in AKT GmbH (Insolvenz Jan. 2011), heute Boryszew Group
- VEB Textima Teilefertigung Niederwürschnitz, überführt in MN Maschinenbau Niederwürschnitz GmbH[23]
- VEB Textima- und Spezialdraht Mittweida
- VEB Textima-Elektronik Karl-Marx-Stadt
- VEB Textimaforschung Malimo Karl-Marx-Stadt, überführt in Chemnitzer Textilmaschinenentwicklung GmbH (Cetex)[24] und die Malimo Maschinenbau GmbH
- VEB Textimaprojekt Karl-Marx-Stadt, überführt in TEXPROJEKT Industrieanlagen GmbH[25] bzw. Texpro Engineering AG umgewandelt, 1995 liquidiert
- VEB TISORA Rationalisierung Textilmaschinenbau Karl-Marx-Stadt, 1990 in die Tisora Rationalisierung GmbH umgewandelt und später liquidiert
- VEB Wäschereimaschinenbau Forst, überführt in FORMATEC Wäschereimaschinenbau GmbH, liquidiert 2000
- VEB Webstuhlbau Karl-Marx-Stadt, Teppichwebmaschinen, überführt in Chemnitzer Webmaschinen GmbH, ab 1994 übernommen durch Ventana-Gruppe, Wien als Schönherr WEBA GmbH[26]
- VEB Wirkmaschinenbau Karl-Marx-Stadt (ehemals Schubert & Salzer Firmengruppe), überführt in Wirkbau Chemnitz GmbH, liquidiert 1994[27][28]